# Dolores Duran
Adiléia Silva da Rocha, coneguda pel seu nom artístic, Dolores Duran   (Rio de Janeiro, 7 de juny de 1930 - Rio de Janeiro, 24 d'octubre de 1959), va ser una cantant brasilera que va tenir un gran èxit al país en la dècada del 1950, esdevenint en una de les màximes exponents del gènere samba-canção.

## Biografia
Nascuda en el barri carioca de Saúde, Adiléia va tenir una infància pobre i mai va conèixer el seu pare biològic. Als 8 anys va patir una greu febre reumàtica, que va deixar-li de seqüela un buf cardíac. Als 12 anys va guanyar un concurs de cant per a joves promeses presentat per Ary Barroso i va decidir deixar els estudis i dedicar-se a la música, en contra dels desitjos de la mare. Buscant la seva primera oportunitat, va començar a interpretar radionovel·les i, després de ser descoberta per un matrimoni influent, els Paes de Andrade, va poder iniciar la seva carrera com a cantant professional. Va ser Andrade qui va crear el pseudònim de la cantant, inspirant-se en l'actriu estatunidenca Dolores Moran.

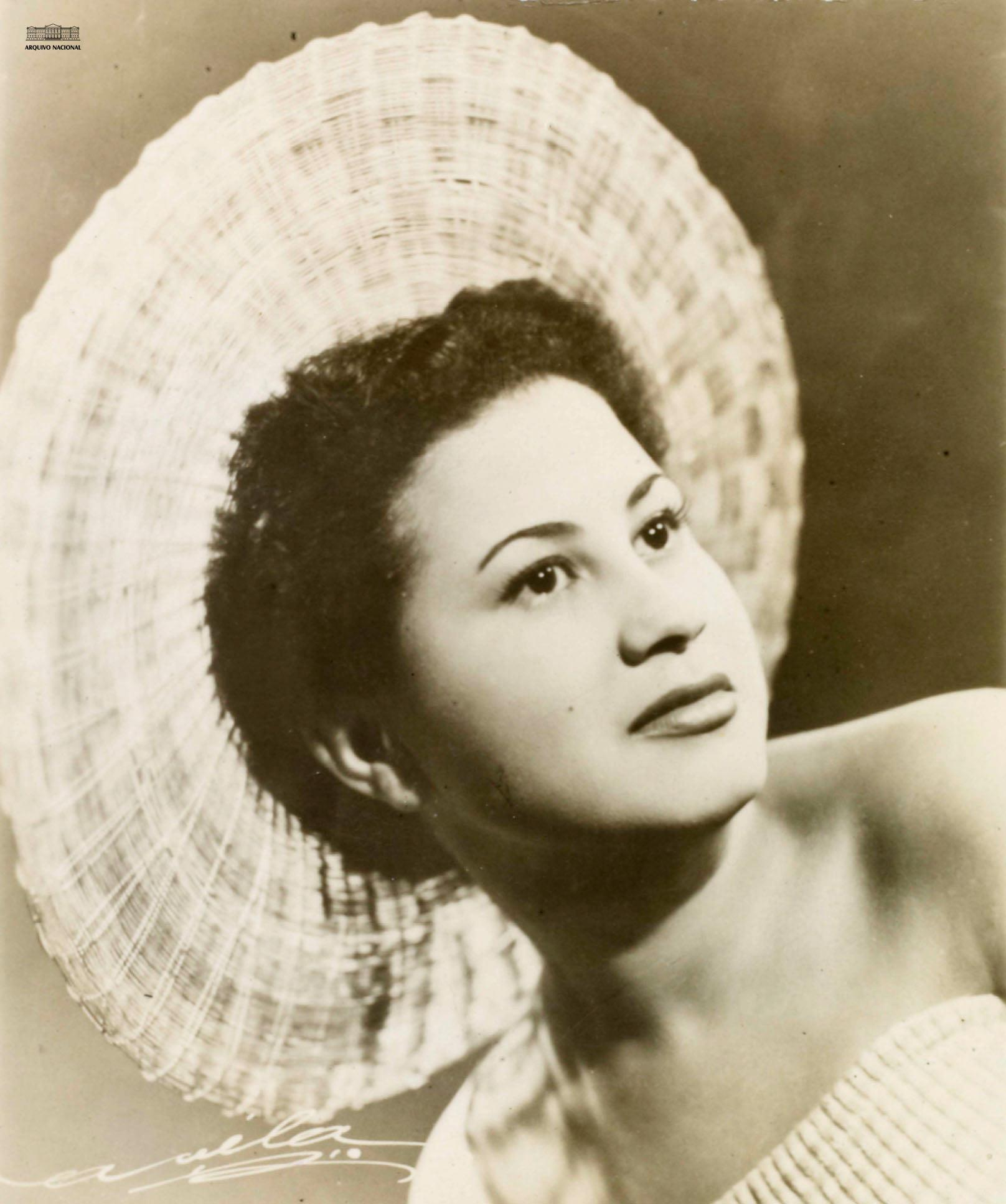
1955

Aviat va començar a actuar en les més reputades sales de l'antiga capital brasilera.Va ser elogiada per periodistes com Fernando Lobo i Antônio Maria, que van escriure freqüentment sobre la cantant. Ella Fitzgerald va anar a la discoteca Baccarat especialment per escoltar la Duran, quedant impressionada per la seva interpretació de My Funny Valentine.
Dolores Duran va destacar en el programa musical Pescando Estrelas, on va conèixer la Julie Joy, qui va obrir-la les portes de Ràdio Guanabara. Ja en aquella època rebia fortes crítiques pel seu estil de vida bohemi, doncs bevia i fumava, actes inadequats per a una jove de l'època. Va tenir diverses relacions, com el compositor Billy Blanco o el cantant João Donato. Donato, que llavors comptava 17 anys, va arribar a demanar-li matrimoni, però després d'enfrontar-se a prejudicis socials i racials, va cancel·lar el compromís i marxar a viure a Mèxic.
A començaments dels anys cinquanta, Dolores Duran va començar a actuar regularment en l'emblemàtic Hotel Glória. A finals de 1951 s'estrena a l'estudi de gravació i comença a publicar senzills. No obstant això, la seva salut es va veure afectada pel consum excessiu de tabac i alcohol, la qual cosa la va portar a patir un infart l'any 1955. Duran va desafiar les recomanacions mèdiques pel seu desig de viure intensament, enfrontada a la mort des de petita.
Aquell mateix 1955, Dolores Duran va conèixer el cantautor Macedo Neto i aviat es van enamorar. Va quedar-se embarassada, però després de patir un avortament espontani, va descobrir que s'havia tractat d'un embaràs ectòpic que, de retruc, l'havia deixat estèril. La parella va casar-se en una discreta cerimònia civil. Les baralles pel masclisme i la gelosia del marit van causar un matrimoni turbulent, i Duran va sol·licitar la separació quan va saber que ell havia prohibit a la mare de la cantant que assistís al seu casament, separant-se l'any 1956. La cançó "Fim de Caso" va ser composta sobre aquesta separació i va tenir un gran èxit, portant-la de gira per tota Amèrica del Sud, Europa i Àsia.
El 1957 va adoptar una nena òrfena, de pocs dies d'edat, batejada Maria Fernanda. Per poder tramitar l'adopció, va haver de tornar a conviure amb Macedo Neto, ja que legalment hi seguia casada. En l'intent de compatibilitzar la carrera professional amb la seva nova faceta de mare i esposa, Dolores Duran va seguir abusant del tabac i les begudes alcohòliques, afegint també el consum de barbitúrics. Les constants baralles amb el seu marit, que volia que abandonés la música, van culminar amb la separació definitiva l'any 1958. Va tornar a signar el seu nom de soltera i va comprar una mansió a Rio de Janeiro per viure amb la nena i la seva mare, que havia quedat vídua.
Va conèixer Vinícius de Moraes i Antônio Carlos Jobim, dels qui va enregistrar algunes cançons. També va evolucionar en la seva vessant de compositora, però ella va continuar gravant principalment cançons d'altres artistes. Dolores Duran va morir a casa seva, d'un atac de cor fulminant mentre dormia.

## Discografia
| LPs - Dolores Viaja (1955) - Dolores Duran Canta para Você Dançar (1957) - Dolores Duran Canta para Você Dançar Nº 2 (1958) - Este Norte É Minha Sorte (1959) | Recopilatoris - Dolores Duran (1956) - A Música de Dolores (1959) - Estrada da Saudade (1960) - A Noite de Dolores (1960) - Dolores Duran bem Acompanhada (1999) - Bis - Dolores Duran (2000) |